# Кинешемский уезд
Кинеше́мский уезд — административно-территориальная единица Костромской губернии Российской империи и Иваново-Вознесенской губернии РСФСР, СССР, существовавшая в 1778—1929 годах. Уездный город — Кинешма.

## География

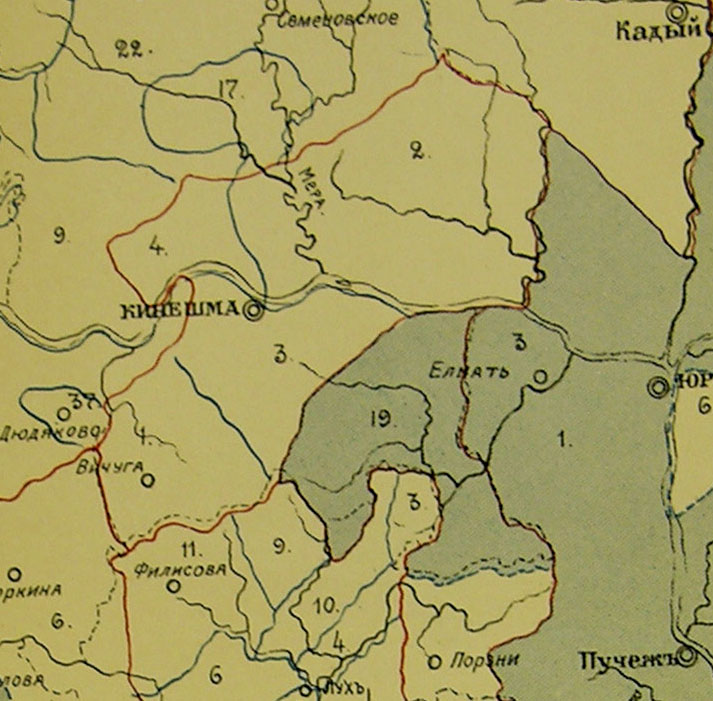
Кинешемский уезд в XVII—XVIII веках. Цифрами 1—4 обозначены волости уезда

Уезд располагался в центральной части Костромской губернии. Площадь уезда в 1897 году составляла 4 432,9 верст² (5045 км²). Рекой Волгой уезд разделялся на две половины — северную и южную. Северная находилась на левой стороне Волги и равнялась по площади 2 972 верстам², южная — на правой стороне Волги и равнялась — 1 441 версте².
В составе Иваново-Вознесенской губернии уезд располагался на севере, площадь в 1926 году составляла 4 653 км².

## История

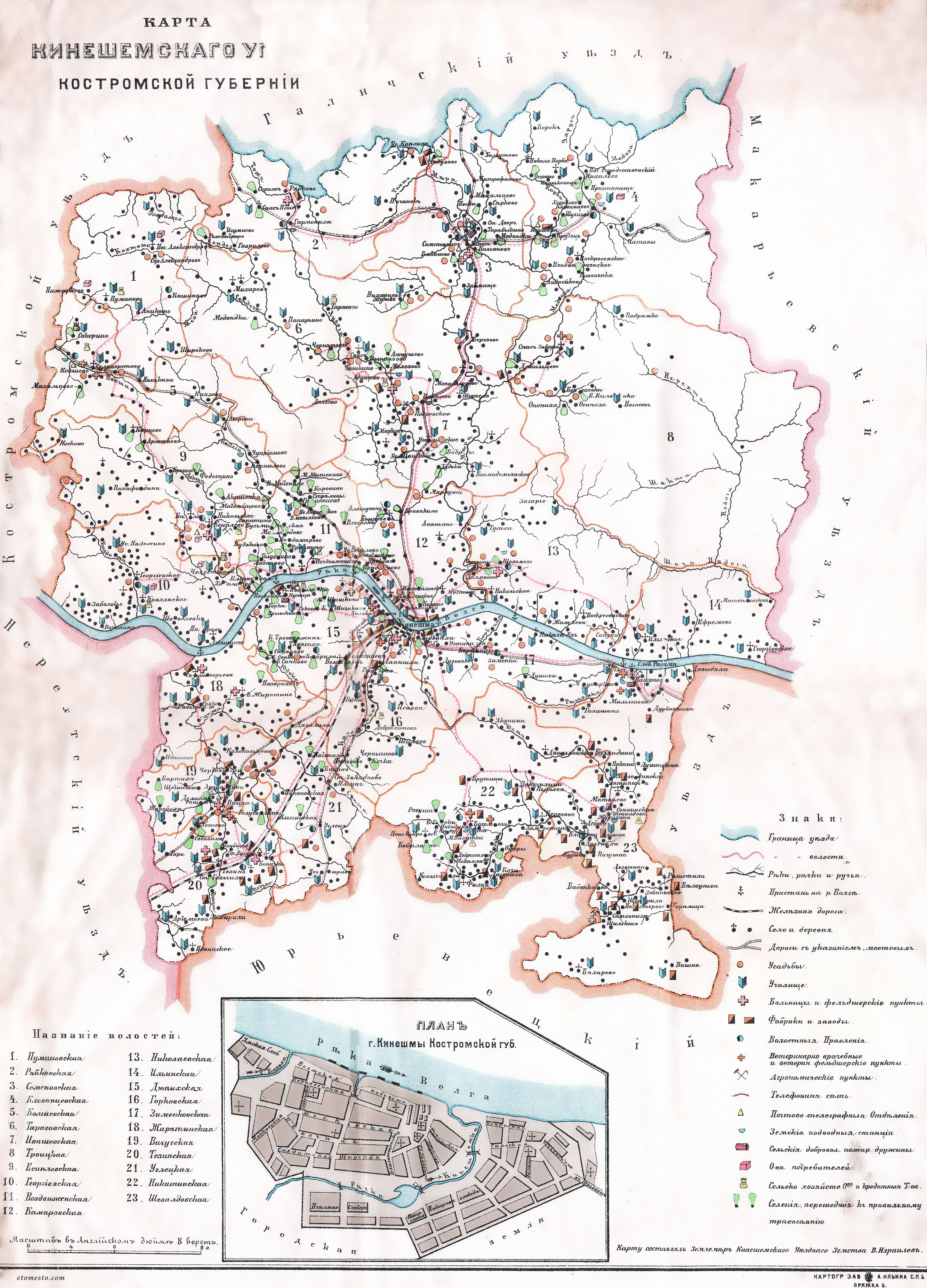
Карта Кинешемского уезда Костромской губернии, 1913 год. На врезке: план города Кинешмы

Кинешемский уезд был образован в 1778 году в составе Костромского наместничества, в ходе административной реформы Екатерины II. С 1796 года Кинешемский уезд — в составе Костромской губернии.
В имении Соколово в окрестностях нынешнего Заволжска проводил лето 1880 года композитор А. П. Бородин. Здесь им были собраны народные песни и создана первая партитура оперы «Князь Игорь». С 1864 по 1904 годы в усадьбе Погост на окраине Заволжска жил и работал астроном Ф. А. Бредихин.
В 1895 году в селе Новая Гольчиха Кинешемского уезда (ныне Вичуга) родился будущий маршал Советского Союза и военный стратег Александр Василевский. В 1909 году Василевский окончил Кинешемское духовное училище.
В Кинешемском уезде в годы Первой мировой войны была развернута сеть госпиталей и лазаретов. К концу 1914 года в уезде действовал 51 лазарет на 1520 коек. За август-декабрь 1914 года в них прошли лечение 4961 человек.
20 июня 1918 года Кинешемский уезд вошёл в состав вновь образованной Иваново-Вознесенской губернии. 13 сентября 1926 года часть территории уезда была выделена в Вичугский район.
В 1921 году в селе Федосцыне Кинешемского уезда родился будущий Герой Советского Союза Юрий Горохов. В 1933 году он переехал с родителями в Кинешму, где учился в средней школе № 4 (ныне школа имени Д. А. Фурманова). По окончании школы с 1937 года работал токарем на заводе имени Калинина, одновременно занимался в Кинешемском аэроклубе имени С. А. Леваневского. Во время Великой Отечественной войны совершил боевые подвиги, погиб в бою в 1944 году.
14 января 1929 года Иваново-Вознесенская губерния и все её уезды были упразднены, большая часть Кинешемского уезда была включена в состав Кинешемского района Кинешемского округа Ивановской Промышленной области.

### В первые годы советской власти
Интеграция Кинешемского уезда в новую Иваново-Вознесенскую губернию в 1918 году проходила в сложной социально-политической обстановке. В январе 1918 года в Кинешме состоялся первый уездный съезд рабочих, крестьянских и солдатских депутатов, на котором был избран уездный исполнительный комитет (УИК). Начальником уездно-городской милиции был утверждён большевик Фёдор Иванович Ершов. Воспоминания современников, таких как Юрий Куломзин, описывают обстановку в городе как напряжённую, с частыми обысками и беспорядками. Отмечались случаи злоупотреблений со стороны представителей новой власти, включая действия председателя ЧК Пиньожиса.
В конце октября 1917 года в уезде началось формирование отрядов Красной гвардии, в частности на Томне. Была создана рота общественной безопасности, выполнявшая функции борьбы с контрреволюцией и бандитизмом. Штаб Красной гвардии разместился сначала в бывшей чайной общества «Трезвости», а с января 1918 года — в доме купца Миндовского. В январе 1918 года красногвардейский отряд из Кинешмы (175 человек под командованием М. П. Тулина) был отправлен в Москву. 18 марта 1918 года кинешемская рота безопасности была реорганизована в боевую часть Красной Армии. Вводилось всеобщее военное обучение (Всевобуч). В сентябре 1918 года из Кинешмы на фронты Гражданской войны было мобилизовано 80 коммунистов. Сводный боевой отряд из представителей уездов Ивановского края был преобразован в 220-й Иваново-Вознесенский полк Чапаевской дивизии, участвовавший в боях против войск Колчака и на Украине.
В 1918—1919 годах в Кинешемском уезде отмечалась активность меньшевиков и эсеров, которые, используя продовольственные трудности, проводили митинги в защиту Учредительного собрания и распространяли листовки с призывами к неповиновению. В ответ власти проводили обыски и аресты. Служащие почты и телеграфа саботировали распоряжения советской власти, на должность начальника почты был назначен большевик Н. М. Пучков.
Согласно местным источникам, под влиянием эсеровской пропаганды и недовольства продразвёрсткой произошли волнения в Шевалдовской, Никитинской и Батмановской волостях. 9 июня 1918 года силы, охарактеризованные как контрреволюционные, предприняли попытку разгромить Советы в Кинешме, что привело к уличным боям. Восстание было подавлено с помощью отрядов из Москвы, Иваново-Вознесенска и Костромы. В июле 1918 года кинешемский революционный полк участвовал в подавлении Ярославского мятежа.
Недовольство крестьян политикой военного коммунизма, в частности продразвёрсткой (введена в уезде с февраля 1919 года), приводило к вооружённым выступлениям. Одно из первых выступлений произошло в селе Монастырское Адищевского сельсовета, где крестьяне разоружили продотряд. Волнения были подавлены отрядом красногвардейцев. В селе Семёновское 10 июля 1918 года произошёл бунт, участники которого требовали прекратить сбор налога, борьбу с дезертирством и освободить арестованных. Выступления сопровождались насилием: был убит первый председатель Журихинского Совета Прохоров, избит член Совета Копенин, убит милиционер Викторов в Батманах. Особо отмечается Есиплевское восстание (июль 1919 года), в ходе которого были убиты начальник милиции Василий Рыбин и председатель сельского Совета Сергей Веселов. Восстание было подавлено, выездная сессия Революционного Трибунала вынесла суровые приговоры участникам. В Колшевской волости был убит председатель ВИК Пётр Соболев.
Для борьбы с голодом и обеспечения городов продовольствием организовывались продотряды. 24 мая 1918 года Кинешемский Совет получил телеграмму от В. И. Ленина с призывом к борьбе с укрывательством хлеба и спекуляцией. В мае 1918 года в Кинешме состоялся уездный продовольственный съезд. Первый фабричный продотряд (286 человек) был создан в августе 1918 года и направлен в Сердобский уезд Саратовской губернии. Другой отряд действовал в Казанской губернии. Деятельность продотрядов встречала сопротивление, были случаи убийства их членов. В сентябре 1918 — феврале 1919 года отделом продразвёрстки в Кинешме заведовал М. Л. Шмидт.
28 июня 1918 года был принят декрет о национализации крупной промышленности. В Кинешме этот процесс прошёл относительно спокойно. К октябрю 1918 года кинешемская организация РКП(б) насчитывала около 1000 человек. Активно действовали профсоюзные и женские комитеты. В 1918 году Кинешму посещала А. М. Коллонтай. По инициативе кинешемских текстильщиц был созван Всероссийский съезд женщин-текстильщиц. Среди делегатов от Кинешмы были М. П. Голубева и М. А. Анучкина. В марте 1917 года на фабрике Томна была создана молодёжная организация «Союз просвещения», позже — ячейка «III Интернационал».

## Административное деление
В 1890 году в состав уезда входило 23 волости
| № п/п | Волость       | Волостное правление  | Число селений | Население |
| ----- | ------------- | -------------------- | ------------- | --------- |
| 1     | Вичугская     | с. Вичуга            | 44            | 5872      |
| 2     | Воздвиженская | с. Воздвиженское     | 45            | 2643      |
| 3     | Георгиевская  | с. Георгиевское      | 87            | 6049      |
| 4     | Горковская    | с. Введенский Погост | 42            | 3240      |
| 5     | Дюпихская     | с. Наволоки          | 42            | 3064      |
| 6     | Есиплевская   | с. Есиплево          | 65            | 3624      |
| 7     | Жирятинская   | с. Жирятино          | 45            | 4332      |
| 8     | Зименковская  | д. Зименки           | 59            | 3837      |
| 9     | Ивашевская    | д. Ивашево           | 85            | 5308      |
| 10    | Ильинская     | д. Ильицыно          | 46            | 4851      |
| 11    | Клеванцовская | д. Клеванцово        | 38            | 3698      |
| 12    | Колшевская    | с. Колшево           | 70            | 4652      |
| 13    | Комаровская   | с. Комарово          | 46            | 3604      |
| 14    | Никитинская   | с. Батман            | 97            | 8584      |
| 15    | Николаевская  | д. Шеломово          | 45            | 4236      |
| 16    | Пуминовская   | с. Кашиново          | 27            | 2404      |
| 17    | Рябковская    | д. Гармониха         | 23            | 2319      |
| 18    | Семёновская   | с. Семёновское       | 66            | 6995      |
| 19    | Тарасовская   | д. Чернятино         | 44            | 3271      |
| 20    | Тезинская     | с. Тезино            | 44            | 6383      |
| 21    | Троицкая      | с. Спас-Заборье      | 29            | 2567      |
| 22    | Углецкая      | с. Углец             | 39            | 5201      |
| 23    | Шевалдовская  | д. Шевалдово         | 124           | 10432     |

В 1913 году в уезде было также 23 волости.
В 1926 году в уезде было 9 волостей:
- Адищевская,
- Батмановская,
- Беляевская,
- Есиплевская,
- Журихинская,
- Кинешемская (центр — город Кинешма),
- Колшевская,
- Семёновская (центр — село Семёновское),
- Шеломовская.

## Население

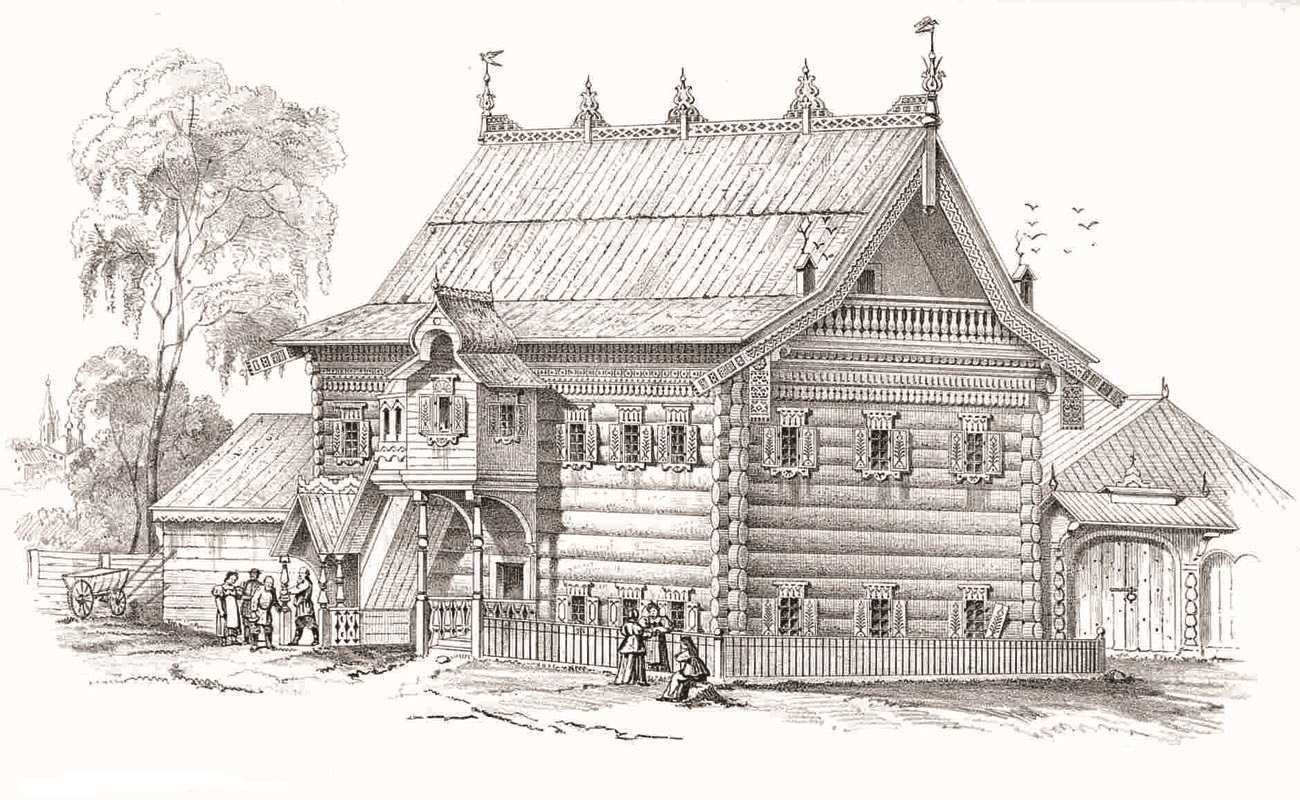
Изба в селе Вичуге Кинешемского уезда. Н. Г. Чернецов, 1838

По данным 1894 года, в уезде насчитывалось 135 249 жителей (63 817 мужчин и 71 432 женщины), проживавших в 1428 населённых пунктах. Сословный состав: дворян — 365, духовенства — 398, купцов — 511, мещан — 2 639, крестьян — 127 078, военных — 3110, прочих — 1148.
По данным переписи 1897 года в уезде проживало 143 810 человек, из них русские — 99,9 %. В уездном городе Кинешме проживало 7 575 человек.
По итогам всесоюзной переписи населения 1926 года население уезда составило 172 606 человек, из них городское — 40 751 человек.